# 어메이징 알렉스
《어메이징 알렉스》(Amazing Alex)는 《앵그리 버드》를 개발한 로비오 엔터테인먼트가 만든 물리 기반 퍼즐 게임이다. 이 게임은 로비오가 인수한 캐새이스 컨트랩션의 게임인 미스터리 코코넛 게임, 스내피 터치를 바탕으로 한다.
게임은 교육 요소를 갖추고 있고 건축에 관심이 있는 호기심 있는 소년인 알렉스를 중심으로 돌아간다.

## 평가
| 평가                                          |        |
| --------------------------------------------- | ------ |
| 통합 점수 통합사 점수 메타크리틱 75/100 [ 4 ] |        |
| 통합 점수                                     |        |
| 통합사                                        | 점수   |
| 메타크리틱                                    | 75/100 |